# Anaplectoides masseyi
Anaplectoides masseyi là một loài bướm đêm trong họ Noctuidae.